# A Virgem dos Medici (van der Weyden)
A Virgem dos Medici é uma pintura a  óleo sobre carvalho datada de c. 1460–1464 do pintor pintor flamengo Rogier van der Weyden. Encontra-se no museu Städel, em Frankfurt, Alemanha.
Sabe-se que a pintura foi encomendada pela família Medici de Florença, como evidencia o brasão de armas florentino com um lírio vermelho ao centro, em baixo. O trabalho tem sido datado de 1450–1451, período em que o artista visitou várias cortes em Roma, e de 1460–1464, o mesmo período de  Lamentação de Cristo, inspirado pelo Beato Angelico, e actualmente na Galleria degli Uffizi